# Laramie (ligne bleue du métro de Chicago)
Pour les articles homonymes, voir Laramie.
Ne doit pas être confondu avec Laramie (ligne verte du métro de Chicago).
Laramie (anciennement 52nd Street) est une ancienne station, aujourd'hui fermée, du métro de Chicago sur la ligne bleue sur la Douglas Branch.

## Histoire
Elle fut ouverte en 1910 par la Metropolitan West Side Elevated dans le comté de Cicero et fut fermée par la Chicago Transit Authority en 1992 faute de rentabilité. Au moment de sa fermeture, elle était encore desservie par la ligne bleue en provenance de O'Hare puisque la ligne rose ne fut ouverte qu'en 2006.
Elle fut provisoirement remise en service le 25 février 2002 dans le cadre de la rénovation de la Douglas Branch afin de compenser l'accès supprimé à la station 54th/Cermak, fermée durant les travaux. L'utilisation de Laramie fut à nouveau abandonnée lors de la réouverture du terminus de 54/Cermak le 16 août 2003.
Si les quais ont été démontés, l'entrée de la station a été protégé et laissé en l'état sur le réseau.
| Laramie |                    |       |                  |          |
| Départ  | Station précédente | Ligne | Station suivante | Terminus |
|         | 54th/Cermak        | █     | 50th             |          |